# Vương Hán Bân
Vương Hán Bân (sinh năm 1925) là một chính khách Đảng Cộng sản Trung Quốc đã nghỉ hưu.
Vương Hán Bân được sinh ra ở Huệ An, tỉnh Phúc Kiến năm 1925. Ông gia nhập Đảng Cộng sản Trung Quốc năm 1941. Ông tốt nghiệp từ Đại học Liên hiệp Tây Nam năm 1946.
Sau khi Cộng hòa Nhân dân Trung Hoa được thành lập vào năm 1949, ông giữ chức vụ thư ký chính trị Thành ủy Bắc Kinh cho đến năm 1958 khi ông trở thành Phó Tổng Thư ký Thành ủy Bắc Kinh. Ông trở thành người phụ trách Phòng Nghiên cứu Chính sách của Viện Khoa học Trung Quốc từ 1977 đến 1979. Ông từng là một thành viên của Ủy ban Trung ương Đảng Cộng sản Trung Quốc các khóa 12, 13 và 14 từ 1982 đến 1997 và một thành viên dự khuyết của Bộ Chính trị Trung ương Đảng Cộng sản Trung Quốc khóa 14 từ năm 1992 đến 1997. Ông cũng là Tổng Thư ký Uỷ ban Thường vụ đại hội đại biểu Nhân dân toàn quốc (NPCSC) khóa 6 và trở thành Phó Ủy viên trưởng Ủy ban Thường vụ Đại hội Đại biểu Nhân dân Toàn quốc (NPCSC) khóa thứ 7 và thứ 8.
Trong quá trình soạn thảo Luật Cơ bản Hồng Kông cho Đặc khu Hành chính Hồng Kông, ông được chọn làm Phó Chủ tịch Ủy ban Soạn thảo Luật Cơ bản Hồng Kông.